# Jacques Pierre Brissot
Jacques Pierre Brissot, anomenat de Warville, (Chartres, 15 de gener de 1754 - París, 31 d'octubre de 1793) fou un escriptor i dirigent polític francès que va liderar als brissotins o girondins durant la Revolució Francesa (1789).
Tercer fill d'un carnisser de Chartres i després dels seus estudis d'advocacia, treballà com a primer secretari d'un advocat de París. Trencades les relacions amb la seva acomodada família, visqué de treballs literaris de la seva ploma i el seu talent. I es veié desbordant de projectes, que es multiplicaven tant per naturalesa, com per necessitat.
Escriví nombrosos pamflets i col·laborà, el 1778 al diari franco-anglòfon Courrier de l'Europe (1776-1792) de l'anglès Samuel Swinton, que estava a favor dels insurgents americans. Va ser arrestat a Londres per deutes, es discutí amb en Swinton i, de tornada a París, fou empresonat durant dos mesos a la Bastilla el 1784 per un pamflet escrit contra la Reina Maria Antonieta d'Àustria.
Després ocupa el càrrec de secretari de Lluís Felip Josep II d'Orleans i, el 1788 viatjà als Estats Units on romangué quatre mesos. Tornà a Europa, i a Bèlgica, on participa en la revolució brabançona. Tornà a França el 1789 i edità el diari Le Patriot français, ben acollit entre els lectors. Elegit membre de la primera comuna de París, funda la Societat dels amics dels negres (Francès: Société des amis des Noirs o Amis des noirs) que advocava per l'abolició de l'esclavitud.
Després de la fugida de Lluís XVI el juny de 1791 demanà la proclamació de la República. Elegit membre de l'Assemblea legislativa, el coneixement de Brissot de Relacions Exteriors li permeté de ser membre de la comissió diplomàtica i controlar gran part de la política exterior de França durant aquest temps. Brissot va ser una figura clau en la declaració de guerra contra Leopold II, la monarquia dels Habsburg, i al Regne de la Gran Bretanya l'1 de febrer de 1793. També va ser Brissot qui va donar a aquestes guerres el caràcter de la propaganda revolucionària.

Brissot es mostrà favorable a l'execució del rei i a la guerra amb Àustria, però els seus punts de vista moderats sobre la Revolució el van portar enmig de la confrontació intensa entre els Girondins i Montagnards. El seu partit finalment va donar suport als Montagnards i el cop decisiu es va produir quan el seu nom va aparèixer en una llista de proscrits a detenir, el 2 de juny de 1793; Brissot va tractar d'escapar disfressat, però va ser detingut a Moulins. Després d'un judici en el que el seu comportament fou tranquil i digne, Brissot i diversos altres Girondins van ser guillotinats a París el 31 d'octubre de 1793. L'onzena edició de l'Enciclopèdia Britànica en digué:
| « | Dels girondins, el millor orador fou Vergniaud, però Brissot va ser ràpid, impacient, impulsiu, i un home d'amplis coneixements. No obstant això, no va ser decisiu, i no qualificat per a la lluita contra les feres energies despertat pels esdeveniments de la Revolució | » |

Brissot fou un dels escriptors que exerciren gran influència en l'èxit de la Revolució Francesa, o almenys fou dels que més en van accelerar el moviment. Els seus primers treballs sobre la legislació, els seus molts pamflets, discursos a l'Assemblea Legislativa i la Convenció, mostraren una inequívoca dedicació als principis de la Revolució Francesa.

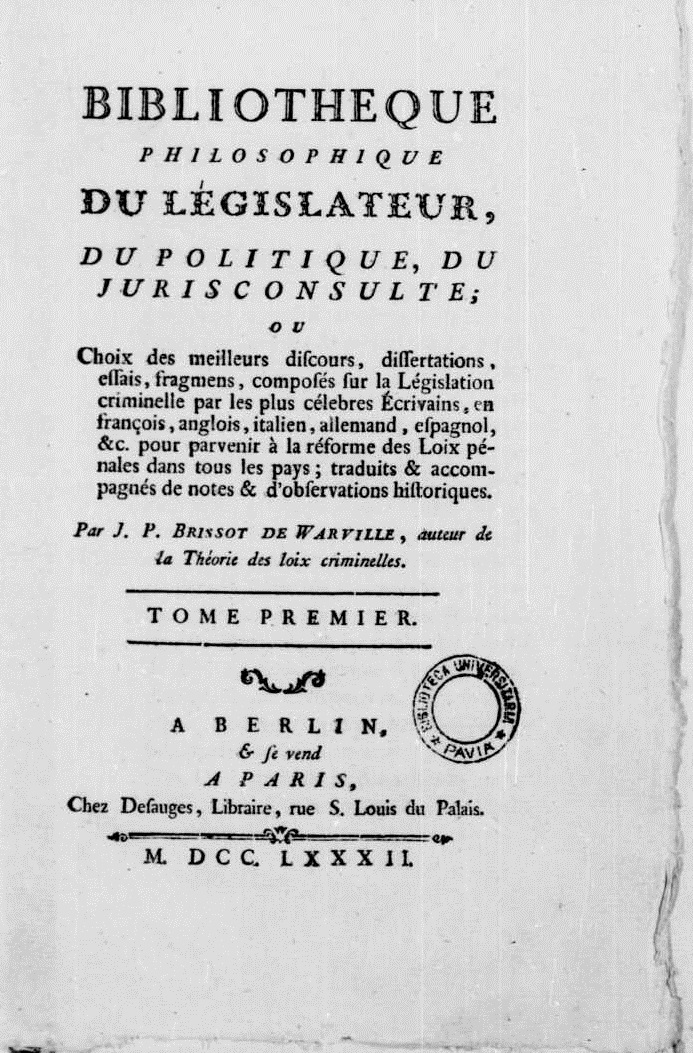
Bibliothèque philosophique du Législateur, du Politique, du Jurisconsulte, 1782